# Tepelmeme Villa de Morelos
Tepelmeme Villa de Morelos (en chocho Jnasë "Cerro de la miel")es una población de la región mixteca ubicada en el norte del estado mexicano de Oaxaca. Es cabecera del municipio homónimo. Se encuentra a una altitud de 2060 m.s.n.m.

## Toponimia
Tepelmeme es una alteración del vocablo náhuatl tepelmemetl, palabra cuyas raíces tepetl y memetl significan cerro y y, es decir, el cerro enmagueyado.  El antropónimo Villa de Morelos fue añadido en honor al héroe de la independencia de México, José María Morelos y Pavón.

## Población
La localidad cuenta con 216 viviendas, tiene 731 habitantes, de los cuales 320 son hombres y 411 mujeres.

## Historia
Hacia el año de 1570 la población era referida con el nombre de Tepenen (cerro de piedra). En el siglo XVIII, entre los años de 1760 a 1790, se inició la construcción de un templo católico y al unirse con dos comunidades cercanas se elevó su categoría a municipio. En esta zona se cree que existieron las poblaciones descritas en el Códice Baranda.
Durante la guerra de la independencia de México fue paso del insurgente José María Morelos, un siglo más tarde, se le añadió al topónimo el nombre de Villa de Morelos. Entre 1937 y 1940 fue escenario de un conflicto por problemas de tierra con las poblaciones vecinas de Santa María Ixcatlán y San Miguel Tequistepec.

## Geografía
Se encuentra en una región abrupta de selva baja cuyo clima es regularmente frío. La flora de los alrededores está conformada por pino, elite, y enebro. Se pueden encontrar zorros, comadrejas, conejos, liebres y ocasionalmente coyotes.

## Perfil socioeconómico y cultural
Su suelo es de cambisol cálcico de tipo arcilloso y cálcico, por lo que se ha desarrollado la agricultura. Por otra parte, se lleva a cabo la explotación maderera. En la zona existen cuevas y grutas que son visitadas por los turistas, destaca la que tiene el nombre de cerro del Ladrón.
La iglesia principal fue construida en el siglo XVII, es considerada un monumento histórico. La localidad cuenta con un pequeño museo en donde se exhiben piezas de cerámica y piedra.
Tepelmeme se muestra en la película Y tu mamá también (2002).